# Sød kartoffel
 For alternative betydninger, se Kartofler (flertydig). (Se også artikler, som begynder med Kartofler)
Sød kartoffel (latin: Ipomoea batatas) eller batat er en rodgrønsag, der tilhører snerlefamilien. Den ligner en kartoffel, men tilhører ikke samme familie.
Søde kartofler er aflange og ofte større end kartofler, med rødrosa eller hvid skræl, og hvidt eller gult frugtkød. Den tilberedes på samme måde som en kartoffel. Søde kartofler har en sødlig smag og har et forholdsvist højt indhold af A-, C- og E-vitaminer.
Søde kartofler kommer oprindelig fra Sydamerika.

## Eksterne links
- Wikimedia Commons har flere filer relateret til Sød kartoffel

- Wikispecies har taksonomi med forbindelse til  Sød kartoffel